# Tommaso Vitrioli

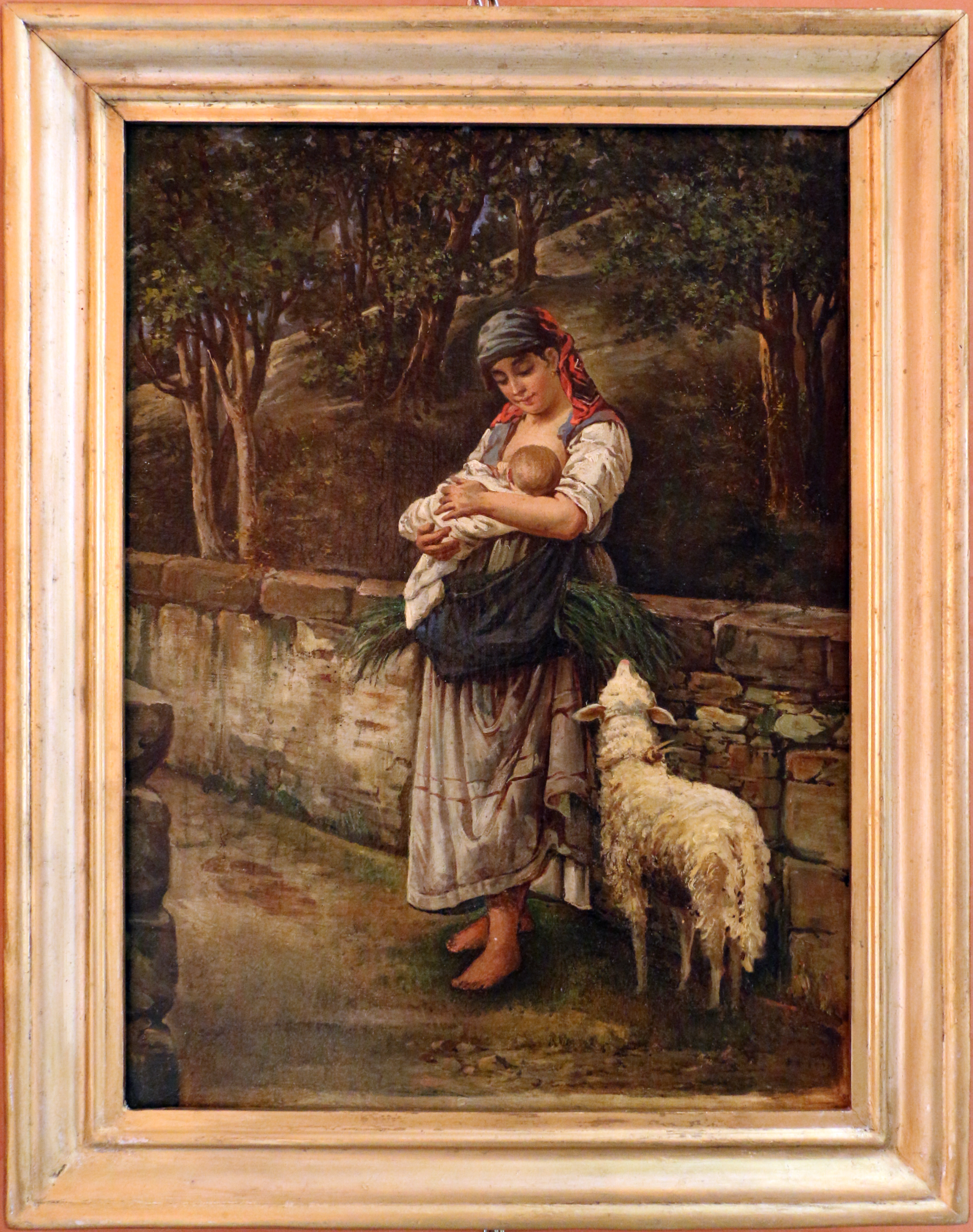
Pastorella con bimba, 1899, Pinacoteca civica di Reggio Calabria

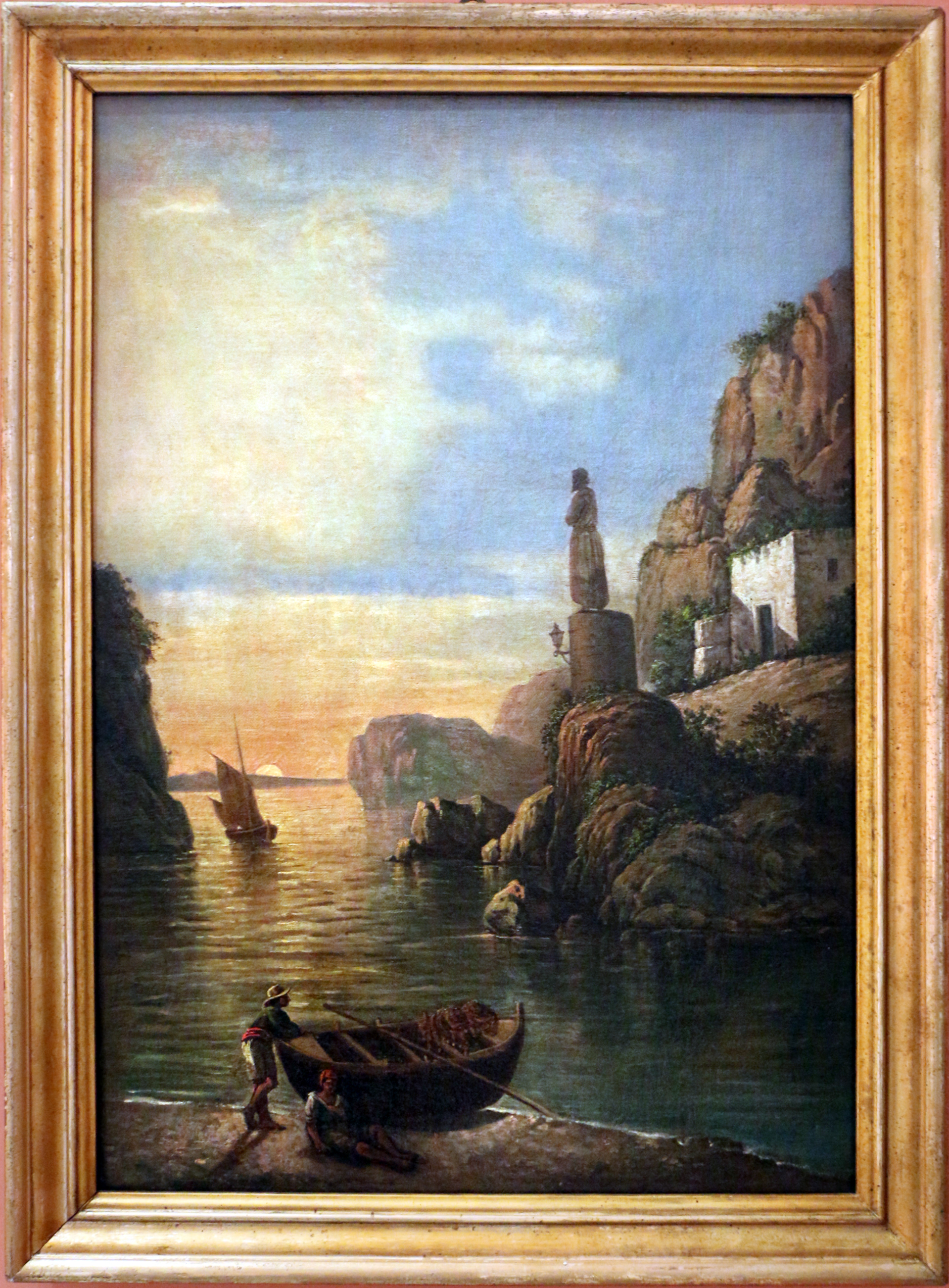
Marina con scoglio, 1900, Pinacoteca civica di Reggio Calabria

Tommaso Vitrioli (Reggio Calabria, 24 ottobre 1857 – Reggio Calabria, 29 aprile 1931) è stato un pittore italiano.

## Biografia

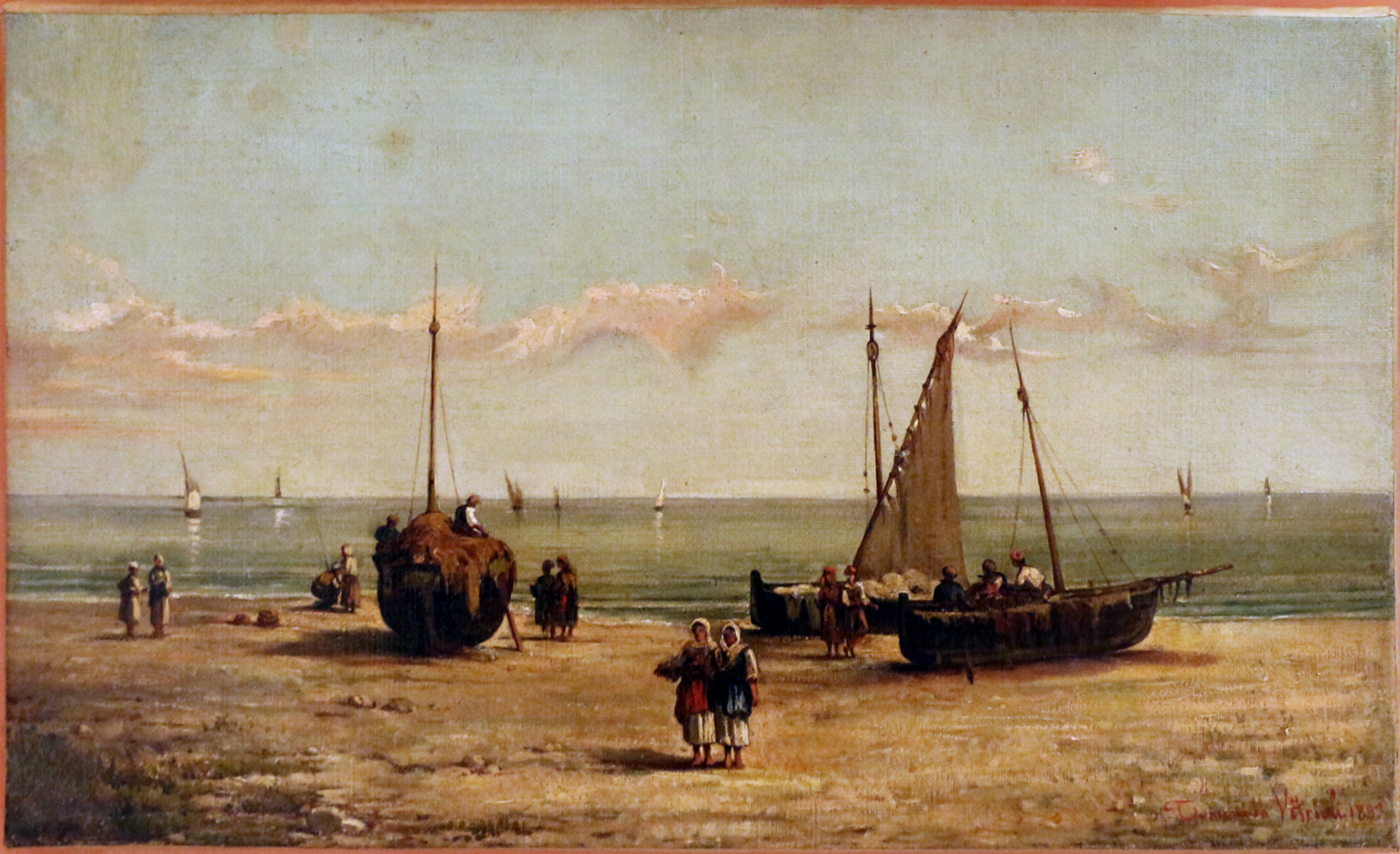
Marina con barche, 1893, Pinacoteca civica di Reggio Calabria

Tommaso Vitrioli nacque a Reggio Calabria il 24 ottobre 1857 da Annunziato Vitrioli, pittore di nota fama e da Concetta Perrone. Sposò la nobildonna Emilia Du Marteau ed ebbe un figlio, morto tragicamente in giovane età. Come il padre, nutrì una grande passione per la pittura e per questo motivo amò rifugiarsi nella sua villa di Pellaro per dipingere, realizzando, in particolar modo, numerosi quadri di natura paesaggistica soprattutto napoletana e calabrese. Fu un uomo sensibile e colto che, attraverso il patrimonio della propria famiglia, consentì di ricostruire la memoria storica, artistica e culturale dell'Ottocento reggino. Studiò a Napoli in una scuola che vantò una lunga tradizione artistica. In quegli anni la pittura napoletana assunse una maggiore consapevolezza individuale grazie all'Accademia di Belle Arti che formò un importante numero di artisti, tra cui il Vitrioli, dei quali, una parte di questi, costituì la cosiddetta scuola di Posillipo, all'avanguardia nella pittura di paesaggio. Tommaso negli ultimi anni di vita fu afflitto da diverse malattie che lo costrinsero a trasferirsi a Reggio Calabria presso Palazzo Vitrioli (Palazzo storico di famiglia sito ancora oggi sul corso Garibaldi in via Diego Vitrioli, 12), dove, morì il 29 aprile 1931. Alla sua morte, l'orazione funebre fu pronunciata dal professore Nicola Putortì, allora direttore del Museo Civico di Reggio Calabria, il quale tra l'altro disse: Andai a trovare l'egregio gentiluomo a Pellaro, nel suo villino e lo incontrai raggiante di gioia per aver recuperato quasi tutti i libri del latinista Diego Vitrioli, i suoi quadri e quelli del padre Annunziato. 

## Opere
Alla prima mostra d'arte calabrese nel 1912 a Catanzaro partecipò con tre tele di ambientazione campana nelle quali è evidente l'influenza della scuola napoletana:
- Tramonto dai ponti rossi
- Il Vesuvio da Castellammare
- Sulla via di Amalfi.

Alla mostra d'arte calabrese nel 1923 a Reggio Calabria partecipò con le opere:
- Amalfi la via dei mulini
- La campagna romana
- L'alba nella palude.

Prese parte anche alla Quarta Biennale d'arte calabrese con tre quadri raffiguranti diversi paesaggi.